# 三菱仲7号館
三菱仲7号館（みつびしなかななごうかん）は、かつて日本の東京都千代田区丸の内にあった建築物である。旧称三菱第13号館。ここではその別館についても記す。

## 沿革
丸の内地区一帯に多くの地所・貸事務所建築を保有していたかつての三菱合資会社が、第12号館に続く第13号館として東京府東京市麹町区有楽町1-1（後の東京都千代田区丸ノ内3-10）の地所に建築を計画し、1907年（明治40年）9月25日よりその建築に着手して、1911年（明治44年）2月28日竣功を遂げた。
三菱は1918年（大正7年）3月これを仲7号館と改称し、また1929年（昭和4年）11月には屋根・内部を改装した。
第二次世界大戦での日本敗戦より、1946年（昭和21年）3月22日をもって連合国軍最高司令官総司令部が接収をなし、仲ホテルと改称の上女子将校・軍属宿舎として供される運びとなった。接収は外国商社専用に賃貸することを条件に1948年（昭和23年）12月をもって解除・三菱地所会社に返還され、以後は上記趣旨より通産省が賃借・管轄し、1952年（昭和27年）1月までそれらの用に供された。
そして会社はより大規模な貸事務所建築の地所にあてるべく1960年（昭和35年）夏より取り壊しに着手して、跡地に富士製鐵ビルヂングと称する建築を完成させた。

## 建築概要
設計は保岡勝也、内田祥三、福田重義の3名によるものにして、小寺金治、三浦錬二の両名が現場監督である。平面計画の如きは玄関等を共用としない棟割長屋の間取りをなしたのである。明治時代の第1号館を嚆矢として次々に建築されていた三菱村の貸事務所における煉瓦造の使用例は、これをもって殆どなくなり、第14号館以後は鉄筋コンクリートの構造を成すことになるのである。

## 別館
1924年（大正13年）10月19日より建設に着手され、翌1925年（大正14年）4月6日竣功となり、竹葉亭が入居したのであった。日本敗戦後の1946年（昭和21年）2月よりは同司令部が接収をなし、東京會舘従業員宿舎として1952年（昭和27年）1月まで供された。上記建て替え計画のため同じく1960年（昭和35年）より取り壊された。